# شکنش

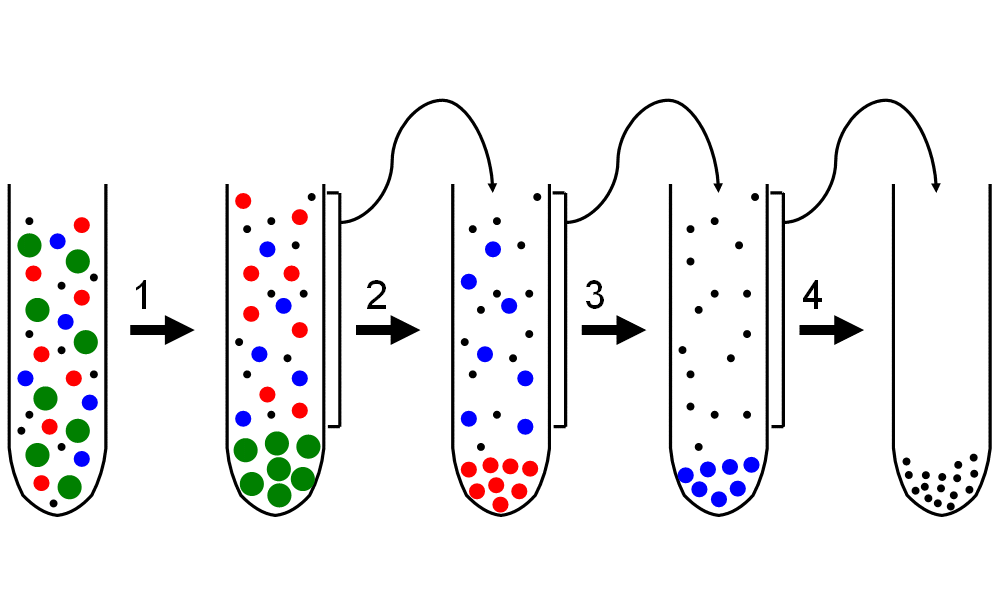
دیفرانسیل سانتریفوژ.

جزء یک فرایند جداسازی است که در آن مقدار معینی از یک مخلوط (گاز، جامد، مایع، آنزیم‌های تعلیق یا ایزوتوپ) تقسیم شده‌است در طول یک انتقال فازبه تعدادی از مقادیر کوچکتر (بخش) است که در آن ترکیب متفاوت بوده و با توجه به شیب. بخش جمع‌آوری شده بر اساس تفاوت در یک ویژگی خاص از اجزاء منحصر به فرد است. یک صفت مشترک در fractionations است نیاز به پیدا کردن یک مطلوب بین میزان کسری جمع‌آوری شده و مورد نظر خلوص در هر بخش. جزء باعث می‌شود آن را ممکن است برای منزوی کردن بیش از دو اجزای یک مخلوط را در یک تک اجرا کنید. این اموال از آن مجموعه جدا از دیگر جدایی تکنیک‌های.